# Paul Wiesner
Pour les articles homonymes, voir Wiesner.
Paul Wiesner est un skipper allemand né le 9 octobre 1855 et mort le 1er octobre 1930 à Berlin (Allemagne).
Il est sacré champion olympique de voile en classe 1-2 tonneaux aux Jeux olympiques d'été de 1900 de Paris. Il y obtient également la médaille d'argent toutes catégories. Ces deux courses ont été effectuées sur le bateau Aschenbrodel.